# Пасхальные песни

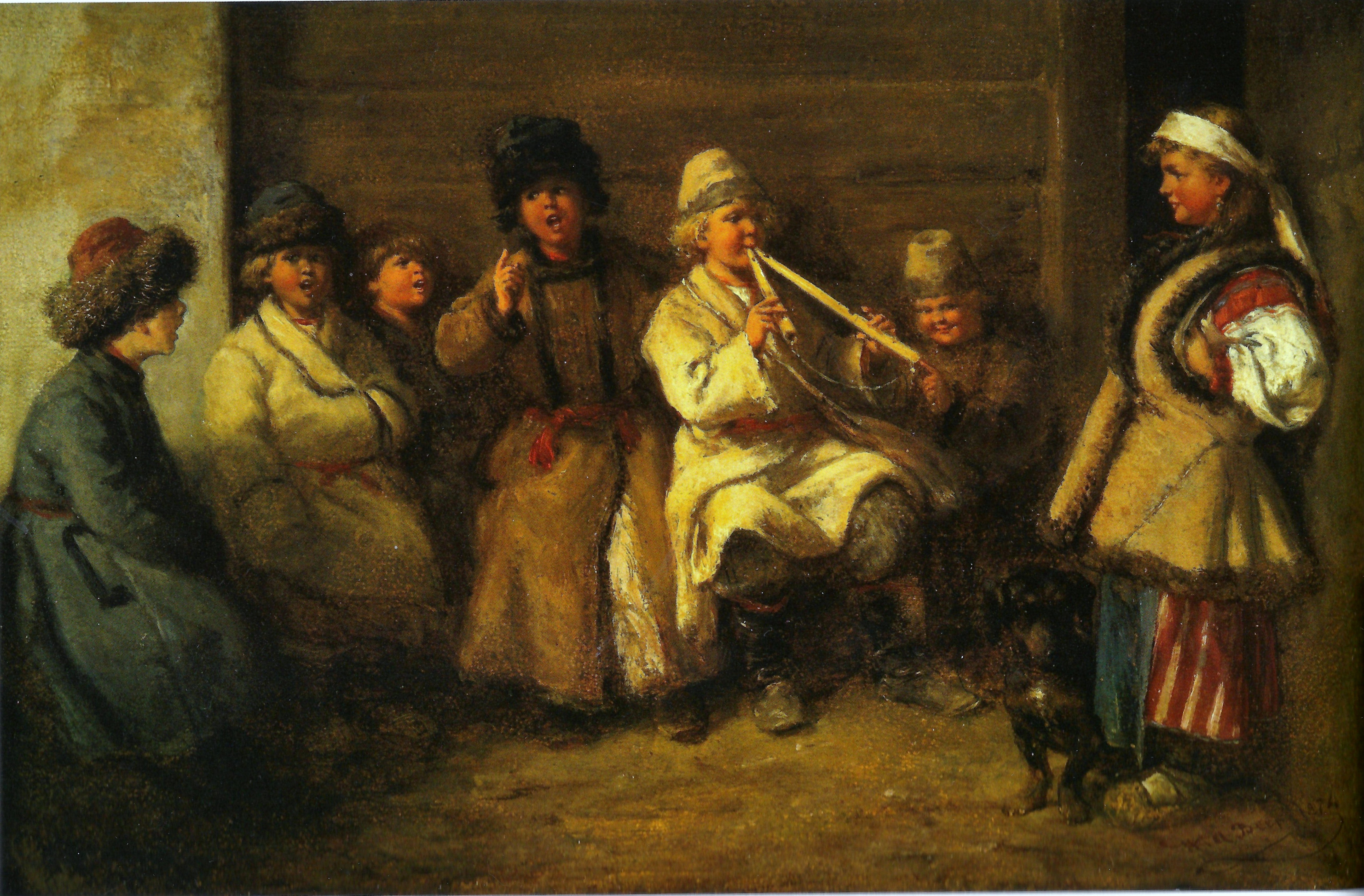
Вильгельм Бер. Пасхальные песни. 1874

Песни Пасхальной недели — песни, связанные с встречей весны, заклички-веснянки, частушки, волочебные и вьницкие песни, колядки, исполнявшиеся в течение Светлой недели, приуроченные к тем или иным обрядам весеннего праздника.
В старину восточные славяне называли Пасху — Велик день. Для того, чтобы обеспечить своему дому и всей общине благополучие, необходимо было заручиться помощью предков — «родителей», которые, по древним поверьям, следили за порядком в мире живых.

## Волочёбники
Ещё в начале XX века известный этнограф Никольский предположил, что эти верования воплотились в волочёбном обряде — весеннем обходе дворов, который ещё недавно можно было наблюдать на Украине, в Белоруссии и в пограничных с ними западнорусских областях.
В прежние времена волочёбный обряд совершался мужчинами. «Волочёбники — это мужики. Бяруть иконы и ходят с этими иконами под каждый двор — и Христа сла́вють! А им уже дають буханку хлеба, сала, гро́шей, яе́чки. И потом эти волочёбники збира́юцца, гуляють — пра́зднують!». Сохранились указания на это и в самих песнях:

| Оригинал Із-пад лесу, лесу цёмнага Ішла тучка валачобная, А не тучка то йшла — валачобнічкі, Валачобнічкі белы малойцы, Белы малойцы a ўсё кудзінцы. | Перевод с белорусского Из-под лесу, лесу тёмного Ишла тучка волочёбная, А не тучка то шла — волочёбнички, Волочёбнички белы молодцы, Белы молодцы а всё кудинцы (из д. Кудино). |

Позже этот обряд и волочёбные песни стали исполняться женщинами. Они старались сохранять мужскую энергичную манеру исполнения. По традиции основной текст песни пел «начина́льник», а остальные участники шествия — «подхва́тчики» — исполняли только припев: «Христос воскрес, сын Божий!». В текстах волочёбных песен благопожелания хозяину и его дому часто соединяются с христианскими мотивами, например, с рассказом о страданиях Христа